# Juan Martín de Ampués
Juan Martínez de Ampués o bien Juan Martín de Ampíes (Zaragoza, Aragón, segunda mitad del siglo XV – La Española, 8 de febrero de 1533) fue un oficial del ejército español del siglo XVI. Ocupó los cargos de regidor en Santo Domingo y de gobernador de la provincia de Venezuela. Fundó la ciudad venezolana de Coro en 1527.

## Biografía
Después de haber obtenido sus ascensos por méritos de guerra en las campañas de Italia, marchó a América, siendo destinado por el gobernador de Santo Domingo para reprimir el tráfico de esclavos que ciertos mercaderes hacían en las costas de Venezuela.
Pasó a Tierra Firme con 60 soldados y se concertó con el cacique Manaure (o Mannare) para proseguir la trata. A ese efecto tomó posesión de algunos terrenos favorables y en 1527 fundó la ciudad de Santa Ana de Coro, la tercera ciudad de Venezuela después de Nueva Cádiz y Cumaná.
Estableció además colonias para explotar los productos de la tierra, dando participación a los indios, y hubiera llevado a cabo una verdadera penetración pacífica en aquella tierra si Carlos V no lo hubiera impedido, concediendo a los banqueros alemanes de la casa Welser de Augsburgo derechos y privilegios omnímodos para explotar aquel territorio.
Ampíes volvió a Santo Domingo y continuó prestando excelentes servicios a la causa de España en aquella isla.